# حجل (الرضمة)
الشيخ / رضوان عبده جارالله المنج

تعديل مصدري - تعديل

حجل هي إحدى قرى عزلة البكرة بمديرية الرضمة التابعة لمحافظة إب، بلغ تعداد سكانها 611 نسمة حسب تعداد اليمن لعام 2004.